# USS Scamp (SS-277)
Pour les autres navires du même nom, voir USS Scamp.
L'USS Scamp (SS-277) est un sous-marin de classe Gato construit pour l'United States Navy pendant la Seconde Guerre mondiale.
Sa quille est posée le 6 mars 1942 au chantier naval de Portsmouth à Kittery, dans le Maine. Il est lancé le 20 juillet 1942, parrainé par Mme Katherine Eugenia McKee ; et mise en service le 18 septembre 1942, sous le commandement du commander Walter Gale Ebert.

## Historique
Au début de l'année 1943, il rejoint le Pacifique pour sa mise en conditions, commençant sa première patrouille en mars 1943. Souffrant de problèmes de torpilles, il ne coula aucun navire lors de cette patrouille, bien que deux aient été endommagés. Opérant d'avril à juin, il rejoint le Pacifique central au cours duquel il torpille et coule le transport d'hydravions japonais Kamikawa Maru (il avait été endommagé lors d'une attaque de l'USS Wahoo le 4 mai 1943), achevant sa deuxième patrouille en rejoignant sa nouvelle base navale de Brisbane, en Australie. Il opère depuis ce point jusqu'à la fin de l'année. Patrouillant dans la mer de Bismarck, il coule le sous-marin japonais I-168 le 27 juillet, deux cargos en septembre et novembre. Il endommage également le croiseur léger Agano le 12 novembre.
En janvier 1944, lors de sa sixième patrouille de guerre, le Scamp torpille et coule le grand pétrolier Nippon Maru. Après un rapide réaménagement de la baie de Milne, en Nouvelle-Guinée, il rejoint la zone située entre la Nouvelle-Guinée et le sud des Philippines afin de surveiller le transport maritime ennemi. Le 7 avril, l'explosion d'une bombe larguée par un hydravion japonais au large de Mindanao, (Philippines) provoque de graves dommages, des incendies ainsi qu'une perte de puissance et du contrôle de la profondeur. Malgré une période critique bien maîtrisé par l'équipage, le submersible parvient à quitter la zone pour y effectuer des réparations d'urgence. Il rejoint ensuite le continent américain pour une refonte majeure.
À la mi-octobre 1944, il reçoit l'ordre de rejoindre les eaux à l'est du Japon, quittant Pearl Harbor le 16 du mois. Quatre jours plus tard, il se ravitaille aux Midway et fait route vers sa zone de patrouille. Le 9 novembre, il indique pour la dernière fois sa position à environ 150 milles marins au nord des îles Bonin, avec ses 24 torpilles à bord et quelque 291 m3 restants de carburant. Ce fut le dernier message reçu de l'USS Scamp. La totalité de ses membres d'équipage sont depuis portés disparus.
Le Scamp est rayé du Naval Vessel Register le 28 avril 1945.
Les archives japonaises d'après-guerre indiquent que le Scamp a peut-être été coulé par voie aérienne ou par des attaques de navires d'escorte le 11 novembre, mais il est également possible qu'il ait heurté une mine. D'autres sources indiquent qu'il a probablement coulé sous le feu de la corvette japonaise Kaibokan CD-4 et des avions de la marine à quelque 125 milles marins au sud-sud-est de Yokohama, au Japon.

## Décorations
Le Scamp a reçu sept battle stars pour son service pendant la Seconde Guerre mondiale.